# 扭棱四面體
在幾何學中，扭棱四面體是指正四面體經過扭棱變換後所形成的多面體。其拓樸結構與正二十面體等價。一般會將這種立體的面分為3組，一組是原始四面體的面，另一組是來自原像之頂點圖的面，另一組是扭棱變換過程中所形成的面。若兩組面構成的三角形不全等，其結果立體將會變成一個外觀與正二十面體非常相似，但不相同的立體，因此又稱偽正二十面體，其具備五角十二面體（黃鐵礦晶型）對稱性。部分文獻將這種立體稱為扭棱八面體（snub octahedron）、扭棱截半四面體（或扭棱四-四面體，snub tetratetrahedron）。部分礦石的晶體結構會結晶成這種形狀。
這個立體是五角十二面體的對偶多面體。

## 性質
扭棱四面體是一種二十面體，由20個三角形組成。扭棱四面體可以視為四面體經過扭棱變換所形成的立體，在扭稜的過程中會形成3種面，一種是原始四面體的面、另一種是來自原像頂點圖的面、還有一種是扭棱變換過程中所形成的面。若這三種面皆全等，整個立體將與正二十面體無異。
| 四面體扭棱成扭棱四面體的過程， 其中藍色的面代表原始四面體的面； 紅色的面代表來自原像頂點圖的面； 白色的面代表扭棱變換過程中所形成的面 |

### 拓樸結構
扭棱四面體的拓樸結構與正二十面體等價。若將四面體扭棱過程中所形成的面兩兩合併為1個菱形，則其拓樸結構與截半立方體相同。

### 頂點座標
這種立體的頂點座標可以用{\displaystyle (\pm 2,\pm 1,0)}的循環排列來構造，這個頂點排構建方式又可視為是交錯截角的截角八面體，其與耶森二十面體相同，但頂點間相連方式不同。而若取{\displaystyle (\pm \varphi ,\pm 1,0)}則會變為正二十面體，其中{\displaystyle \varphi }為黃金比例。

## 耶森二十面體
耶森二十面體是一個與扭棱四面體相同頂點排列方式的立體，但耶森二十面體頂點間的相連方式與扭棱四面體不同。耶森二十面體是非凸多面體，並具有直角的二面角。

## 對偶多面體

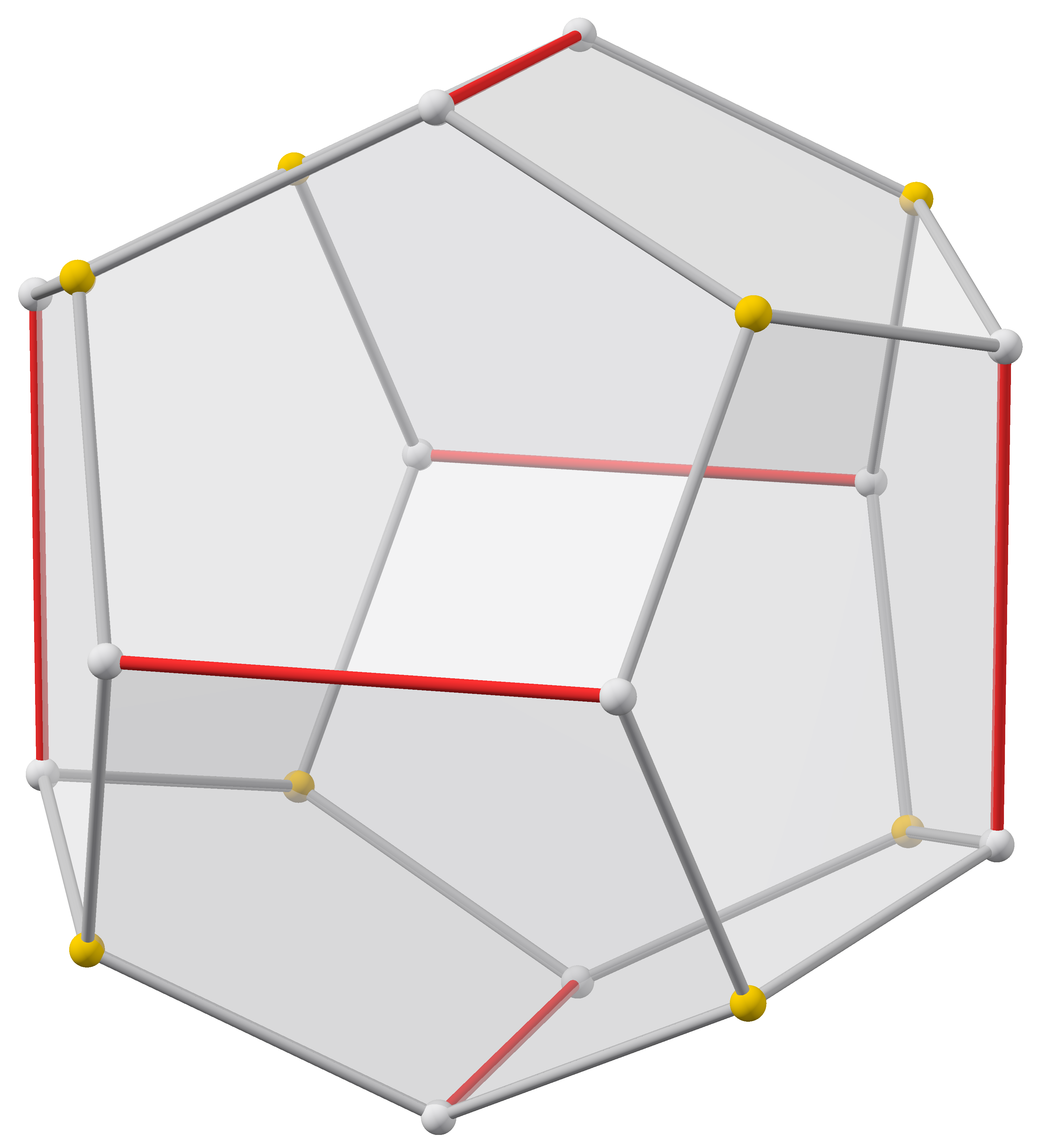
五角十二面體

這種立體因為外觀與正二十面體十分類似，但不是正多面體因此又被稱為偽正二十面體。其對偶多面體也非常類似正二十面體的對偶多面體——正十二面體，然而其也不是正多面體。這種立體的對偶多面體為五角十二面體，是一種由12個不等邊五邊形組成的十二面體，具有四面體群對稱性。其與正十二面體類似，皆是由12個全等的五邊形組成，且每個頂點都是3個五邊形的公共頂點，但由於其面不是正多邊形，其頂點的排佈未能達到五摺對稱性，因此不屬於正多面體。部分的化學物質或礦石其晶體形狀是這種形狀，例如黄铁矿和部分的天然氣水合物。其英文名稱Pyritohedron是來自黄铁矿的英文pyrite以及多面體的字尾-hedron命名的。

## 相關多面體
| 原像     | 正四面體              | 立方體                | 正八面體              | 正十二面體              | 正二十面體              |
| 扭稜     | 扭棱四面體 sr{3,3}    |                       |                       |                         |                         |
| 扭稜     | 扭棱四面體 sr{3,3}    | 扭棱立方体 sr{4,3}    | 扭棱八面體 sr{3,4}    | 扭棱十二面体 sr{5,3}    | 扭棱二十面体 sr{3,5}    |
| 完全扭稜 | 完全扭稜四面體 β{3,3} | 完全扭稜立方體 β{4,3} | 二複合二十面體 β{3,4} | 完全扭稜十二面體 β{5,3} | 完全扭稜二十面體 β{3,5} |

## 外部連結
- 扭棱四面體的各種變體 （页面存档备份，存于）